# Danilo Russo
Danilo Russo (Castellammare di Stabia, 8 luglio 1987) è un calciatore italiano, portiere del Benevento.

## Carriera

### Club
Prodotto del vivaio del Genoa, club col quale vince il torneo di Viareggio 2007, Russo è mandato a farsi le ossa in C2 e in C1. In seguito, i liguri lo cedono a titolo di compartecipazione al Vicenza, dove indossa il numero 1 in un affare che porta l'estremo difensore dei veneti Alberto Frison alla corte del Genoa. Divenuto titolare tra i biancorossi, il 7 luglio 2011 si trasferisce allo Spezia, squadra militante nel terzo livello del calcio italiano. Al suo primo anno a La Spezia, Russo vince tre titoli ed ottiene la promozione diretta in Serie B. Dopo aver appena iniziato la nuova stagione, il 12 agosto 2013, la Pro Vercelli ne ufficializza l'acquisto in comproprietà in uno scambio che vede Alex Valentini passare ai bianconeri. Nella stagione seguente la Pro Vercelli ne riscatta la comproprietà alle buste.
Nel 2014/2015 gioca tutte le 42 partite di Serie B piazzandosi 13º nella Top 15 dei portieri di Serie B secondo una classifica stilata dalla Lega Serie B. Dopo le esperienze con le maglie di Matera, Juve Stabia e Venezia, il trasferimento alla Casertana in serie C.
Il 12 luglio 2023 viene acquistato dal Giugliano.
Il 5 agosto 2025 passa al Benevento.

### Nazionale
Ha giocato nelle nazionali giovanili italiane Under-16, Under-17 ed Under-20.

## Statistiche

### Presenze e reti nei club
Statistiche aggiornate al 4 maggio 2025.
| Stagione            | Squadra             | Campionato          | Campionato | Campionato | Coppe nazionali | Coppe nazionali | Coppe nazionali | Coppe continentali | Coppe continentali | Coppe continentali | Altre coppe | Altre coppe | Altre coppe | Totale | Totale |
| Stagione            | Squadra             | Comp                | Pres       | Reti       | Comp            | Pres            | Reti            | Comp               | Pres               | Reti               | Comp        | Pres        | Reti        | Pres   | Reti   |
| ------------------- | ------------------- | ------------------- | ---------- | ---------- | --------------- | --------------- | --------------- | ------------------ | ------------------ | ------------------ | ----------- | ----------- | ----------- | ------ | ------ |
| 2005-gen. 2006      | Genoa               | C1                  | 0          | 0          | CI+CI-C         | 1+0             | 0               | -                  | -                  | -                  | -           | -           | -           | 1      | 0      |
| gen.-giu. 2006      | Pergocrema          | C2                  | 4          | -6         | CI-C            | -               | -               | -                  | -                  | -                  | -           | -           | -           | 4      | -6     |
| 2006-2007           | Genoa               | B                   | 0          | 0          | CI              | 0               | 0               | -                  | -                  | -                  | -           | -           | -           | 0      | 0      |
| 2007-2008           | Viareggio           | C2                  | 33+1       | -33 + 0    | CI-C            | 0               | 0               | -                  | -                  | -                  | -           | -           | -           | 34     | -33    |
| 2008-2009           | Pergocrema          | 1D                  | 22         | -15        | CI+CI-LP        | 1+0             | -3              | -                  | -                  | -                  | -           | -           | -           | 23     | -18    |
| Totale Pergocrema   | Totale Pergocrema   | Totale Pergocrema   | 26         | -21        |                 | 1               | -3              |                    | -                  | -                  |             | -           | -           | 27     | -24    |
| 2009-gen. 2010      | Genoa               | A                   | 0          | 0          | CI              | 0               | 0               | UEL                | -                  | -                  | -           | -           | -           | 0      | 0      |
| Totale Genoa        | Totale Genoa        | Totale Genoa        | 0          | 0          |                 | 1               | 0               |                    | -                  | -                  |             | -           | -           | 1      | 0      |
| gen.-giu. 2010      | Vicenza             | B                   | 8          | -7         | CI              | -               | -               | -                  | -                  | -                  | -           | -           | -           | 8      | -7     |
| 2010-2011           | Vicenza             | B                   | 29         | -34        | CI              | 1               | 0               | -                  | -                  | -                  | -           | -           | -           | 30     | -34    |
| Totale Vicenza      | Totale Vicenza      | Totale Vicenza      | 37         | -41        |                 | 1               | 0               |                    | -                  | -                  |             | -           | -           | 38     | -41    |
| 2011-2012           | Spezia              | 1D                  | 34         | -29        | CI+CI-LP        | 2+0             | -1              | -                  | -                  | -                  | SL-PD       | 2           | -1          | 38     | -31    |
| 2012-2013           | Spezia              | B                   | 5          | -7         | CI              | 1               | -1              | -                  | -                  | -                  | -           | -           | -           | 6      | -8     |
| Totale Spezia       | Totale Spezia       | Totale Spezia       | 39         | -36        |                 | 3               | -2              |                    | -                  | -                  |             | 2           | -1          | 44     | -39    |
| 2013-2014           | Pro Vercelli        | 1D                  | 30+5       | -16 + -3   | CI+CI-LP        | 0+2             | -1              | -                  | -                  | -                  | -           | -           | -           | 37     | -20    |
| 2014-2015           | Pro Vercelli        | B                   | 42         | -57        | CI              | 1               | -2              | -                  | -                  | -                  | -           | -           | -           | 43     | -59    |
| Totale Pro Vercelli | Totale Pro Vercelli | Totale Pro Vercelli | 72+5       | -73 + -3   |                 | 3               | -3              |                    | -                  | -                  |             | -           | -           | 80     | -79    |
| 2015-2016           | Matera              | LP                  | 1          | -3         | CI+CI-LP        | 0               | 0               | -                  | -                  | -                  | -           | -           | -           | 1      | -3     |
| 2016-2017           | Juve Stabia         | LP                  | 37+3       | -43 + -2   | CI+CI-LP        | 2+0             | -3              | -                  | -                  | -                  | -           | -           | -           | 42     | -48    |
| 2017-2018           | Venezia             | B                   | 1          | 0          | CI              | 0               | 0               | -                  | -                  | -                  | -           | -           | -           | 1      | 0      |
| 2018-2019           | Casertana           | C                   | 12         | -13        | CI+CI-C         | 2+0             | -1              | -                  | -                  | -                  | -           | -           | -           | 14     | -14    |
| 2019-2020           | Juve Stabia         | B                   | 16         | -17        | CI              | 0               | 0               | -                  | -                  | -                  | -           | -           | -           | 16     | -17    |
| 2020-2021           | Juve Stabia         | C                   | 10         | -11        |                 | -               | -               | -                  | -                  | -                  | -           | -           | -           | 10     | -11    |
| 2021-2022           | Juve Stabia         | C                   | 3          | -2         | CI-C            | 0               | 0               | -                  | -                  | -                  | -           | -           | -           | 3      | -2     |
| 2022-2023           | Juve Stabia         | C                   | 3          | -7         | CI              | 2               | 0               | -                  | -                  | -                  | -           | -           | -           | 5      | -7     |
| Totale Juve Stabia  | Totale Juve Stabia  | Totale Juve Stabia  | 69+3       | -80 + -2   |                 | 4               | -3              |                    | -                  | -                  |             | -           | -           | 76     | -85    |
| 2023-2024           | Giugliano           | C                   | 32+1       | -37 + -1   | CI-C            | 0               | 0               |                    | -                  | -                  |             | -           | -           | 33     | -38    |
| 2024-2025           | Giugliano           | C                   | 27+1       | -41+ -3    | CI-C            | 1               | -1              |                    | -                  | -                  |             | -           | -           | 29     | -45    |
| Totale Giugliano    | Totale Giugliano    | Totale Giugliano    | 59+2       | -78 + -4   |                 | 1               | -1              |                    | -                  | -                  |             | -           | -           | 62     | -83    |
| Totale carriera     | Totale carriera     | Totale carriera     | 349+11     | -378 + -9  |                 | 17              | -14             |                    | -                  | -                  |             | 2           | -1          | 379    | -402   |

## Palmarès

### Club

#### Competizioni giovanili
- Torneo di Viareggio: 1

Genoa: 2007

#### Competizioni nazionali
- Lega Pro Prima Divisione: 1

Spezia: 2011-2012
- Coppa Italia Lega Pro: 1

Spezia: 2011-2012
- Supercoppa di Lega di Prima Divisione: 1

Spezia: 2012